# Estação Coronel
A Estação Coronel é uma das estações do Biotrén, situada em Coronel, seguida da Estação Laguna Quiñenco. Administrada pela Ferrocarriles del Sur (FESUR), é uma das estações terminais da Linha 2.
Foi inaugurada em 29 de fevereiro de 2016. Localiza-se na Avenida Los Carrera. Atende o setor de Recinto Estación.